# Carl Gustaf Grubbe
Carl Gustaf Grubbe, född den 4 mars 1729 i Karlskrona, död där den 15 mars 1783, var en svensk sjömilitär. Han var son till Gustaf Grubbe, måg till Gustaf Ruthensparre och morfar till Sebastian von Knorring.

## Biografi
Grubbe blev sjökadett 1740, lärstyrman vid amiralitetet 1743, student vid Lunds universitet 1744, medelstyrman samma år och överstyrman 1746. Efter avslutad utbildning blev han löjtnant 1747, kaptenlöjtnant 1752 och kapten 1763. Grubbe löste 1760, efter svärmoderns död, ut övriga arvingar och blev ensam ägare till Limmareds gods och glasbruk i Tranemo och Åsarps socknar i Älvsborgs län. Efter att ha blivit änkling sålde han 1778 egendomen till arvingen till det närbelägna Torpa stenhus, greve Claes Erik Sparre. Grubbe befordrades till kommendörkapten 1770, till kommendör 1773, till varvskonteramiral 1774 och till konteramiral 1777. Han blev riddare av Svärdsorden 1761 och kommendör av samma orden 1781. Grubbe var styrande recor i Kronans Coldin från 1777.